# Enceinte d'Hesdin
Ne doit pas être confondu avec Enceinte de Vieil-Hesdin.
L'enceinte d'Hesdin ou enceinte d'Hesdinfert est un ancien ensemble de fortifications qui protégeait la ville d'Hesdin, dans le département du Pas-de-Calais.

## Origines et développement (1554-1639)
Après la reconquête de la ville d'Hesdin (actuellement Vieil-Hesdin) par Charles Quint en 1553, celui en ordonne la destruction totale pour ensuite construire une ville nouvelle à proximité qui va prendre le nom d'Hesdinfert. Sébastien van Noyen dresse en 1554 les plans de l'enceinte de la ville nouvelle sous les ordres d'Emmanuel-Philibert de Savoie, la nouvelle enceinte comporte cinq bastions à l'origine auxquels se rajoute un sixième en 1593 ou 1607.
Lors du siège de la ville par la France en 1639, l'enceinte comporte six bastions à orillon dont cinq sont revêtus et l'un (n°5) est en partie en terre fraisé et palissadé, l'orillon de son flanc gauche semble cependant être revêtu,. L'enceinte est complétée de demi-lunes et d'un glacis avec chemin couvert précédé d'un fossé et doublé par endroit d'un second glacis.

## Hesdin française (1639-1842)
Hesdin est occupée par la France à la suite du siège de 1639 puis finalement rattachée à celle-ci par le Traité des Pyrénées en 1659. Après la conquête française, les premiers travaux consistent aux réparations du rempart ordonnées par Louis XIII. Un ouvrage à cornes est par la suite ajouté devant la demi-lune 10. Sous l'époque française, les bastions portent les noms suivants :
1. de la Meilleraye, Charles de La Porte, duc de La Meilleraye, commandant du siège de 1639 ;
2. Royal ;
3. du Duc ;
4. du Marquis ;
5. du Prince ;
6. de Richelieu, ministre de Louis XIII.

Dans la seconde moitié du XVIIe siècle, la place subit diverses modifications, la disposition générale de son enceinte principale et de ses ouvrages extérieurs est conservée. Des traverses sont ajoutées sur certaines des demi-lunes (n°7, 8, 15) ainsi que sur les contre-gardes des bastions Royal et de la Meilleraye (n°9 et 13). Le glacis devant la demi-lune 15 est transformée en contre-garde,  le second glacis (à l'extérieur) doublant par endroit le premier est supprimé, le tracé du premier est régularisé et son chemin couvert est renforcé de traverses placées aux saillants et rentrants. Le fossé en avant du glacis est maintenu et son tracé également régularisé.

## Déclassement
L'enceinte d'Hesdin est déclassée par ordonnance royale du 6 décembre 1842, ce malgré diverses réclamations du conseil municipal demandant son maintien. Les fortifications sont alors peu à peu démantelées.

## Vestiges
Il ne reste que très peu de vestiges de l'enceinte, dont :
- la face gauche et le flanc du bastion de Richelieu (n°6) ;
- la façade de la porte d'Arras, déplacée de sa place d'origine et érigée comme monument[6].